# 卡尔·德尔哈耶
卡尔·德尔哈耶（德語：Karl Del'Haye，1955年8月18日—），德国前男子足球运动员，场上位置是中场。他曾代表西德国家队参加1980年欧洲足球锦标赛，结果队伍获得冠军。